# Севеке, Луи
Жан Луи Бернард Севеке (нидерл. Jean Louis Bernhard Sévèke, 28 апреля 1964, Венрай — 15 ноября 2005, Неймеген) — нидерландский левый политический журналист и писатель, ставший известным благодаря разоблачениям противоправной деятельности полиции и спецслужб.
Луи Севеке был убит 15 ноября 2005 г. в городе Неймеген. В ходе расследования было выяснено, что нидерландские спецслужбы в то время вели за Луи Севеке круглосуточное наблюдение, но ничего не сообщили полиции.